# Jean Collas

a Compétitions nationales et continentales officielles uniquement.

b Matchs officiels uniquement.
Jean Collas, né le 3 juillet 1874 à Paris et mort le 30 décembre 1928 à Asnières, est un joueur  français de rugby à XV et de tir à la corde évoluant au poste de centre.

## Biographie
Il évolue au poste de centre au Racing Club de France, où il remporte le Championnat de France de rugby à XV 1899-1900 et le Championnat de France de rugby à XV 1901-1902. 
De plus, il est champion olympique de rugby aux Jeux olympiques d'été de 1900 à Paris. Durant ces Jeux, il remporte aussi la médaille d'argent à l'épreuve de tir à la corde.

## Palmarès
- Vainqueur du Championnat de France en 1900 et du 1902.
- Champion olympique de rugby en 1900.
- Vice-champion olympique de tir à la corde en 1900.